# Il Menabò
Il Menabò di letteratura fu una rivista letteraria senza periodicità fissa fondata a Torino nel 1959 da Elio Vittorini e Italo Calvino che la co-diressero fino alla morte di Vittorini avvenuta nel 1966.

## Storia
Con la fine della collana di Einaudi dei «I gettoni» avvenuta nel 1958 che pone termine alla fase di correzione critica e di appoggio alla tendenza neorealistica, esce l'anno seguente, sempre presso la medesima casa editrice, «Il menabò di letteratura» che, come scrive Alberto Asor Rosa, «diventerà l'organo più autorevole di questa tendenza a concepire il rinnovamento letterario in termini fortemente sperimentali e linguistici ma pur sempre nell'ambito di un'operazione culturale diffusa».
Il Menabò, dove il termine menabò «significa in linguaggio tecnico-editoriale l'abbozzo di un progetto grafico, in cui via via s'inseriscono osservazioni e modifiche», faceva uscire da uno a due numeri l'anno ed era stato progettato da Vittorini come un periodico che, come si affermava nella presentazione, "ha i caratteri di una rivista e di una collana letteraria".
Ogni fascicolo aveva la tendenza ad essere soprattutto monografico e raggruppava saggi e testi letterari che presentavano affinità tematiche.

In qualche modo la rivista, percorrendo gli anni sessanta segna il passaggio dal boom economico alla contestazione.

### I dieci numeri
Tra il 1959 e il 1967 uscirono dieci numeri della rivista.
I primi tre numeri della rivista fecero il bilancio della situazione del periodo:
- nel n. 1 (1959) Il calzolaio di Vigevano di Lucio Mastronardi, Pace a El Alamein di Giuliano Palladino, il saggio di Raffaele Crovi sulla Lingua e dialetto nella letteratura italiana, quello di Vittorini su Parlato e metafora e quello di Claudio Cintioli su Guerra e letteratura di guerra con un'ampia Bibliografia della letteratura italiana della seconda guerra mondiale curata da Crovi;
- nel n. 2 (1960) Il mare dell'oggettività di Calvino, 46 poesie di Roberto Roversi, La ragazza Carla di Elio Pagliarani, il saggio di Franco Fortini Le poesie italiane di questi anni, poesie di Paolo Volponi e Il malpensante di Francesco Leonetti;
- nel n. 3 (1960) I giorni della fera di Stefano D'Arrigo, Racconto di provincia di Raul Leonardi, un saggio di Crovi su Meridione e letteratura e una bibliografia completa degli scrittori meridionali.

Rimasero comunque fondamentali il citato n. 2 e il n. 5 sulla nuova poesia e l'avanguardia e il n. 4 su Industria e letteratura.
- nel n. 4 (1961) appare infatti Taccuino industriale di Ottiero Ottieri, L'uomo di qualità di Lamberto Pignotti, Il capolavoro di Luigi Davì e Una visita in fabbrica di Vittorio Sereni. Il numero ospita anche una raccolta di poesie di Giovanni Giudici, intitolata Se sia opportuno trasferirsi in campagna. Con questo numero la rivista entrava nel dibattito degli anni '60 con moltissimi e validi contributi, mostrando un aspetto della letteratura non ancora centrale nei dibattiti.

Iniziarono infatti a venir pubblicati i testi della neoavanguardia, malgrado la scarsa simpatia per essi da parte di Calvino, e si continuava la riflessione sulla lingua e il dialetto, sul rapporto letteratura-società e sulla letteratura industriale.
- nel n. 5 (1962) appare, tra l'altro, Progetto letterario di Leonetti, La sfida al labirinto di Calvino, Poesie e uno scorcio di romanzo di Edoardo Sanguineti e Il modo di formare come impegno sulla realtà di Umberto Eco.
- nel n. 6 (1963) ci sono il saggio Il male invisibile di Pietro Citati, 24 poesie di Amelia Rosselli presentate da Pier Paolo Pasolini, Una poesia di Carlo Emilio Gadda e La negazione in letteratura di Leonetti.

I responsabili de "Il Menabò" progettarono anche una rivista internazionale, l'esperimento di "Gulliver", che doveva dar vita a un periodico pubblicato simultaneamente in Italia da Einaudi, a Francoforte da Suhrkamp e a Parigi da Julliard, alternando a testi italiani altri stranieri.
- nel n. 7 (1964), tra testi di Roland Barthes, Jean Genet, Günter Grass, Marguerite Duras, Jean Starobinski, Humbert Damish e Martin Walser, ci furono i contributi italiani di Calvino, Vittorini, Giorgio Bocca, Angelo Romanò e altri.
- nel n. 8 (1965), La pretesa d'amore di Volponi, Traumdeutung di Sanguineti, la Serie ospedaliera di Amelia Rosselli, il Discorso sulla difficoltà di comunicare coi morti  di Giorgio Manganelli e Dittico della merce di Elio Pagliarani, oltre a testi di Alice Ceresa, Antonio Porta, Enrico Filippini e altri.
- nel n. 9 (1965), con il titolo complessivo di Letteratura come storiografia, vennero presentati, tra gli altri, testi di Maurice Blanchot e Hans Magnus Enzensberger, quest'ultimo curatore del numero.
- con il n. 10 (1967) la rivista terminò con un testimonianze commemorative e testi inediti interamente dedicati alla figura di Vittorini scomparso l'anno precedente (e fotografato da Carla Cerati). Esso era diviso in otto sezioni, ospitanti La ragione conoscitiva di Elio Vittorini e Progettazione e letteratura di Calvino, oltre ad altri interventi di Guido Guglielmi, Leonetti, Michele Rago.

Il Menabò, strettamente legato alla personalità di Vittorini, non continuò senza di lui.

## Contributori
Ecco l'elenco alfabetico completo di tutti gli autori di scritti sulla rivista:

Ingeborg Bachmann, Sandro Badiali, Roland Barthes, Jürgen Becker, Maurice Blanchot, Giorgio Bocca, Gianluigi Bragantin, Italo Calvino, Alice Ceresa, Giuseppe Cintioli, Pietro Citati, Furio Colombo, Raffaele Crovi, Hubert Damisch, Stefano D'Arrigo, Luigi Davì, Louis-René des Forêts, Luigi Di Jacovo, Roberto Di Marco, Marguerite Duras, Umberto Eco, Pasquale Emanuele, Hans Magnus Enzensberger, Rosanna Faggiani, Valerio Fantinel, Giansiro Ferrata, Enrico Filippini, Marco Forti, Franco Fortini, Carlo Emilio Gadda, Jean Genet, Giovanni Giudici, Günter Grass, Angelo Guglielmi, Guido Guglielmi, Peter Hacks, Helmut Heissenbüttel, Erika von Hornstein, Emilio Isgrò, Uwe Johnson, Alexander Kluge, Francesco Leonetti, Raul Lunardi, Giancarlo Majorino, Giorgio Manganelli, Sandra Mangini, Dionys Mascolo, Lucio Mastronardi, Eugenio Miccini, Hans Günter Michelsen, Karl Mundstock, Michel de M'Uzan, Claude Ollier, Ottiero Ottieri, Elio Pagliarani, Giuliano Palladino, Pier Paolo Pasolini, Luigi Pellissari, Camillo Pennati, Lamberto Pignotti, Agostino Pirella, Antonio Porta, Michele Rago, Basilio Reale, Angelo Romanò, Amelia Rosselli, Roberto Roversi, Edoardo Sanguineti, Gianni Scalia, Jean-Louis Schefer, Arno Schmidt, Vittorio Sereni, Mario Spinella, Jean Starobinski, Carla Vasio, Carlo Villa, Elio Vittorini, Paolo Volponi, Martin Walser, Peter Weiss, Kateb Yacine.